# Martin Smolka
Martin Smolka (* 11. August 1959 in Prag, Tschechoslowakei) ist ein zeitgenössischer tschechischer Komponist.

## Leben und Wirken
Martin Smolka ist der Sohn des tschechischen Musikwissenschaftlers und Komponisten Jaroslav Smolka (1933–2011). Er studierte Komposition bei Jiří Pauer und Ctirad Kohoutek an der Akademie der musischen Künste in Prag und nahm Privatunterricht bei Marek Kopelent. 1983 war er Mitgründer des Ensemble Agon, mit dem er bis 1988 als Musiker für präpariertes Klavier und künstlerischer Leiter zusammenarbeitete. Uraufführungen seiner Kompositionen fanden in Europa, Nordamerika und Japan statt und wurden zum Teil im Rundfunk gesendet. Neben seinem Heimatland erlangte er besonders in Deutschland Popularität. Er erfüllte Kompositionsaufträge für Festivals wie Warschauer Herbst (1987, 2000), Donaueschinger Musiktage (1992, 2000 und 2006), Musik-Biennale Berlin (1993, 1997), Wittener Tage für neue Kammermusik (1999) und ISCM World Music Days (1990, 1996, 2004, 2005, 2006). Seine Oper „Nagano“ wurde an der Nationaloper Prag aufgeführt und 2004 mit dem Alfred-Radok-Nationalpreis ausgezeichnet. Seit 2003 ist Smolka Dozent für Komposition an der Janáček-Akademie für Musik und Darstellende Kunst Brünn (JAMU). Gelegentlich arbeitet er für Film und Theater. Unter anderem stellte er die Begleitmusik für den Stummfilm Die Puppe zusammen, die für die Ausstrahlung des Films im deutschen Fernsehen 2007 neu eingespielt wurde.

## Werke (Auswahl)
- 1983: Slzy (Tears);
- 1985–1988: Hudba hudbička (Music Sweet Music);
- 1988: Music for Retuned Instruments;
- 1989: Zvonění (Ringing);
- 1989: Nocturne;
- 1990–1992: Netopýr (The Flying Dog);
- 1990: L’Orch pour l’orch;
- 1992: Rain, a Window, Roofs, Chimneys, Pigeons and so... and Railway-Bridges, too;
- 1993–1995: Rent a Ricercar;
- 1993: Trzy motywy pastoralne (Three pastoral motifs);
- 1996: Euforium;
- 1996: Three pieces for retuned orchestra;
- 1996–1997: Lullaby;
- 1998: 8 pieces for guitar quartet;
- 1998: Autumn Thoughts;
- 1999: Lieder ohne Worte und Passacaglia;
- 2000: Blue Note;
- 2000: Walden, the Distiller of Celestial Dews;
- 2000: Remix, Redream, Reflight;
- 2000: Houby a nebe (Mushrooms and Heaven), Text von Petr Pavel Fiala und Martin Smolka;
- 2001: Geigenlieder, Text von Christian Morgenstern und Bertolt Brecht;
- 2001–2003: Nagano Oper, Libretto von Jaroslav Dušek und Martin Smolka;
- 2001–2003: Observing the Clouds;
- 2002: Missa;
- 2002: Ach, mé milé c moll (Oh, my admired C minor);
- 2003: Solitudo;
- 2003–2004: Tesknice (Nostalgia);
- 2004: Hats in the Sky;
- 2004: For a Buck;
- 2005: Das schlaue Gretchen Kinderoper, deutschsprachiges Libretto von Klaus Angermann, nach den Märchen Die kluge Bauerstochter der Brüder Grimm und Královna Koloběžka I. von Jan Werich;
- 2006: Lamento metodico;
- 2006: Słone i smutne (Salt and Sad), Text von Tadeusz Różewicz;
- 2006: Semplice;
- 2011–12: Agnus Dei;
- 2013: Mare + Mare = Maria;

## Diskographie
- Hudba hudbička, Ensemble AGON, Arta Records, Prague 1991
- Music for Retuned Instruments, ensemble recherche, Wittener Tage für neue Kammermusik 1991, WDR Köln 1991
- Rain, a Window, Roofs, Chimneys, Pigeons and so... and Railway-Bridges, too, col legno München/SWF Baden-Baden, Donaueschinger Musiktage 1992
- A v sadech korálů, jež slabě zrůžověly, Petr Matuszek – Bariton, Martin Smolka – präpariertes Klavir, Na prahu světla, Happy Music, Prague 1996
- Rent a Ricercar, Flying Dog, For Woody Allen, Nocturne, AGON Orchestra, audio ego/Society for New Music Prague, 1997
- Euphorium, Rain, a Window, Roofs, Chimneys, Pigeons and so... and Railway-Bridges, too, Music for Retuned Instruments, Ringing, AGON Orchestra, audio ego/Society for New Music Prague, 1998
- Walden, the Distiller of Celestial Dews, SWR-Vokalensemble Stuttgart, Meinhard Jenne – Schlagzeug, Rupert Huber – Dirigent, Donaueschinger Musiktage 2000